# 爨氏
爨氏是东晋至唐朝时期存在于云贵高原的一个政权。

## 历史
该政权的统治家族——爨氏家族起源于两汉时期的中原安邑县漢族门閥，其后爨習是蜀汉时南迁到云南的驻守将军。战国至两汉时期爨氏亦是中原少有的姓氏，很早就进入云南地区，并被蛮化。在339年之后，爨氏驻守于东晋的云南和贵州西部地区，与牂柯地区的酋长谢氏成为地方政权和半独立政权。同时，「爨」由姓氏变成民族泛称，称为爨夷或爨蛮。隋初南中地区大部分归属中央（西南部少数地区在北周时脱离），593年隋文帝设南宁州总管府于味县（今云南省曲靖市），但不久爨族人民起兵反抗，南中地区建立獨立政權。
隋唐之际，爨蛮分裂成东、西两爨，东爨的为「乌蛮」、西爨为「白蛮」。唐朝时，属戎州与姚州二都督所监督和控制。乌蛮又包含蒙巂诏、越析诏、浪穹诏、邆赕诏、施浪诏、蒙舍诏六大部落（六诏）。又有“濮部”之说。
8世纪，南诏王閣羅鳳為加強與爨氏部落關係，將女兒嫁給爨歸王之子守偶，另一女嫁給爨崇道之子輔朝，南詔勢力得以从云缅交界东入滇池地區。唐朝認為此舉於己不利，派李宓以反間計挑起爨氏內閧，在一場政治陰謀下，爨崇道殺死爨歸王，歸王妻阿姹求救於南詔，南詔出兵殺崇道父子。最後南詔於748年將爨氏政權消滅。

## 爨氏統治列表

### 爨氏先祖
- 爨習（2世纪—231？）
- 爨？
- 爨谷（265—？）
- 爨？
- 爨量（327—330）

### 爨氏王朝

#### 爨（330—580）
- 爨琛（330—340？）
- 爨頠（345左右）
- 爨宝子（？—405年）
- 爨龙颜（？—445年，父爨某封龙骧将军，子爨硕子）
- 爨云（514左右）
- 爨瓒（548—553之后）

#### 西爨（白蛮）（580—786）
- 爨翫、爨震（隋文帝时）
- 爨弘达（唐高祖时）
- 爨归王（唐玄宗时，祖父爨荣宗、父爨仁弘）
- 阿奼（攝政）
- 爨守隅、爨守忠（爨归王子）

#### 东爨（乌蛮）（672—748）
- （688年左右）
- 爨嗣绍
- 爨日进（父爨摩湴）
- 爨崇道
- 爨辅朝
- 阿奼（女王[1]）